# Tine Deboosere
Tine Deboosere (Mechelen, 20 augustus 1955) is een Vlaamse actrice.
Deboosere studeerde in 1984 af aan Drama Gent. Ze speelde rollen in de serie Spoed en Het volle leven. In 2008 kwam ze bij het grote publiek in de belangstelling door haar rol als Ellie Vranken in de soap Thuis op televisiezender Eén.
Tine Deboosere is de zus van weerman Frank Deboosere en vroegere televisiepresentatrice Paskal Deboosere.